# Nemotelus anchora
Nemotelus anchora är en tvåvingeart som beskrevs av Friedrich Hermann Loew 1846. Nemotelus anchora ingår i släktet Nemotelus och familjen vapenflugor. Inga underarter finns listade i Catalogue of Life.